# Eukaliptus
Eukaliptus (lat. Eucalyptus), rod vazdazelenog grmlja i drveća porijeklom je iz Tasmanije i Australije. U svojim listovima sadrži otrovne sastojke koji mu služi kao obrana od raznih kukaca. Drveće koje raste na područjima koja nisu tako plodna ima više tih otrovnih sastojaka. Neke se životinje hrane lišćem tog drveta, ali to su rijetke, kao na primjer koala koja zapravo živi u krošnji tog drveta i čiji je želudac otporan na otrovne sastojke u tom lišću. Koali je zapravo to jedina hrana i preživljava, kao i dvije vrste oposuma, isključivo hraneći se tom biljkom, a to su Pseudocheirus peregrinus i Petauroides volans.
Neke vrste se koriste i u narodnoj medicini, isključivo za inhaliranje te primjenu izvana (E. maideni, E. cinerea, E. globulus). Primjerice listovi vrste E. globulus sadrže oko 0,70 do 1,16 eteričnog ulja (po sastavu 80 % cineol).

## Vrste
1. Eucalyptus abdita Brooker & Hopper
2. Eucalyptus absita Grayling & Brooker
3. Eucalyptus acaciiformis H.Deane & Maiden
4. Eucalyptus accedens W.Fitzg.
5. Eucalyptus acies Brooker
6. Eucalyptus acmenoides Schauer
7. Eucalyptus acroleuca L.A.S.Johnson & K.D.Hill
8. Eucalyptus adesmophloia (Brooker & Hopper) D.Nicolle & M.E.French
9. Eucalyptus × adjuncta Maiden
10. Eucalyptus aenea K.D.Hill
11. Eucalyptus × aequans Blakely
12. Eucalyptus aequioperta Brooker & Hopper
13. Eucalyptus × affinis H.Deane & Maiden
14. Eucalyptus agglomerata Maiden
15. Eucalyptus aggregata H.Deane & Maiden
16. Eucalyptus alaticaulis R.J.Watson & Ladiges
17. Eucalyptus alba Reinw. ex Blume
18. Eucalyptus albens Benth.
19. Eucalyptus albida Maiden & Blakely
20. Eucalyptus albopurpurea (Boomsma) D.Nicolle
21. Eucalyptus alipes (L.A.S.Johnson & K.D.Hill) D.Nicolle & Brooker
22. Eucalyptus alligatrix L.A.S.Johnson & K.D.Hill
23. Eucalyptus alpina Lindl.
24. Eucalyptus × ambigua DC.
25. Eucalyptus ammophila Brooker & Slee
26. Eucalyptus amplifolia Naudin
27. Eucalyptus amygdalina Labill.
28. Eucalyptus anceps (Maiden) Blakely
29. Eucalyptus ancophila L.A.S.Johnson & K.D.Hill
30. Eucalyptus andrewsii Maiden
31. Eucalyptus angophoroides R.T.Baker
32. Eucalyptus angularis Brooker & Hopper
33. Eucalyptus angulosa Schauer
34. Eucalyptus angustissima F.Muell.
35. Eucalyptus annettae D.Nicolle & M.E.French
36. Eucalyptus annulata Benth.
37. Eucalyptus annuliformis Grayling & Brooker
38. Eucalyptus × anomala Blakely
39. Eucalyptus apiculata R.T.Baker & H.G.Sm.
40. Eucalyptus apodophylla Blakely & Jacobs
41. Eucalyptus apothalassica L.A.S.Johnson & K.D.Hill
42. Eucalyptus approximans Maiden
43. Eucalyptus aquilina Brooker
44. Eucalyptus arachnaea Brooker & Hopper
45. Eucalyptus arborella Brooker & Hopper
46. Eucalyptus arcana (D.Nicolle & Brooker) Rule
47. Eucalyptus archeri Maiden & Blakely
48. Eucalyptus arenacea Marginson & Ladiges
49. Eucalyptus arenicola Rule
50. Eucalyptus argillacea W.Fitzg.
51. Eucalyptus argophloia Blakely
52. Eucalyptus argutifolia Grayling & Brooker
53. Eucalyptus aridimontana D.Nicolle & M.E.French
54. Eucalyptus armillata D.Nicolle & M.E.French
55. Eucalyptus aromaphloia Pryor & J.H.Willis
56. Eucalyptus articulata Brooker & Hopper
57. Eucalyptus aspersa Brooker & Hopper
58. Eucalyptus aspratilis L.A.S.Johnson & K.D.Hill
59. Eucalyptus assimilans L.A.S.Johnson & K.D.Hill
60. Eucalyptus astringens (Maiden) Maiden
61. Eucalyptus atrata L.A.S.Johnson & K.D.Hill
62. Eucalyptus × auburnensis Maiden
63. Eucalyptus aurifodina Rule
64. Eucalyptus badjensis Beuzev. & Welch
65. Eucalyptus baeuerlenii F.Muell.
66. Eucalyptus baileyana F.Muell.
67. Eucalyptus baiophylla D.Nicolle & Brooker
68. Eucalyptus bakeri Maiden
69. Eucalyptus × balanites Grayling & Brooker
70. Eucalyptus × balanopelex L.A.S.Johnson & K.D.Hill
71. Eucalyptus balladoniensis Brooker
72. Eucalyptus bancroftii (Maiden) Maiden
73. Eucalyptus banksii Maiden
74. Eucalyptus barberi L.A.S.Johnson & Blaxell
75. Eucalyptus barklyensis L.A.S.Johnson & K.D.Hill
76. Eucalyptus × barmedmanensis Maiden
77. Eucalyptus baudiniana D.J.Carr & S.G.M.Carr
78. Eucalyptus baueriana Schauer
79. Eucalyptus baxteri (Benth.) Maiden & Blakely ex J.M.Black
80. Eucalyptus beaniana L.A.S.Johnson & K.D.Hill
81. Eucalyptus beardiana Brooker & Blaxell
82. Eucalyptus × beaselyi Blakely
83. Eucalyptus behriana F.Muell.
84. Eucalyptus × bennettiae D.J.Carr & S.G.M.Carr
85. Eucalyptus bensonii L.A.S.Johnson & K.D.Hill
86. Eucalyptus benthamii Maiden & Cambage
87. Eucalyptus beyeri F.Muell. ex R.T.Baker
88. Eucalyptus beyeriana L.A.S.Johnson & K.D.Hill
89. Eucalyptus bicolor A.Cunn. ex Hook.
90. Eucalyptus bigalerita F.Muell.
91. Eucalyptus × bipileata Blakely
92. Eucalyptus biterranea L.A.S.Johnson & K.D.Hill
93. Eucalyptus × blackburniana Maiden ex R.T.Baker & H.G.Sm.
94. Eucalyptus blakelyi Maiden
95. Eucalyptus blaxellii L.A.S.Johnson & K.D.Hill
96. Eucalyptus blaxlandi Maiden & Cambage
97. Eucalyptus boliviana J.B.Williams & K.D.Hill
98. Eucalyptus × boormanii H.Deane & Maiden
99. Eucalyptus bosistoana F.Muell.
100. Eucalyptus botryoides Sm.
101. Eucalyptus brachyandra F.Muell.
102. Eucalyptus brachycalyx Blakely
103. Eucalyptus brachyphylla C.A.Gardner
104. Eucalyptus brandiana Hopper & McQuoid
105. Eucalyptus brassiana S.T.Blake
106. Eucalyptus brevifolia F.Muell.
107. Eucalyptus brevipes Brooker
108. Eucalyptus × brevirostris Blakely
109. Eucalyptus brevistylis Brooker
110. Eucalyptus bridgesiana F.Muell. ex R.T.Baker
111. Eucalyptus brockwayi C.A.Gardner
112. Eucalyptus brookeriana A.M.Gray
113. Eucalyptus broviniensis A.R.Bean
114. Eucalyptus brownii Maiden & Cambage
115. Eucalyptus × bucknellii Cambage
116. Eucalyptus bunyip Rule
117. Eucalyptus buprestium F.Muell.
118. Eucalyptus burdettiana Blakely & H.Steedman
119. Eucalyptus burgessiana L.A.S.Johnson & Blaxell
120. Eucalyptus burracoppinensis Maiden & Blakely
121. Eucalyptus cadens J.D.Briggs & Crisp
122. Eucalyptus caesia Benth.
123. Eucalyptus calcareana Boomsma
124. Eucalyptus calcicola Brooker
125. Eucalyptus caleyi Maiden
126. Eucalyptus caliginosa Blakely & McKie
127. Eucalyptus × callanii Blakely
128. Eucalyptus calycogona Turcz.
129. Eucalyptus calyerup McQuoid & Hopper
130. Eucalyptus camaldulensis Dehnh.
131. Eucalyptus cambageana Maiden
132. Eucalyptus cameronii Blakely & McKie
133. Eucalyptus camfieldii Maiden
134. Eucalyptus × campanifructa Blakely
135. Eucalyptus campaspe S.Moore
136. Eucalyptus camphora R.T.Baker
137. Eucalyptus canaliculata Maiden
138. Eucalyptus canescens Nicolle
139. Eucalyptus canobolensis (L.A.S.Johnson & K.D.Hill) J.T.Hunter
140. Eucalyptus capillosa Brooker & Hopper
141. Eucalyptus capitanea L.A.S.Johnson & K.D.Hill
142. Eucalyptus capitellata Sm.
143. Eucalyptus captiosa Brooker & Hopper
144. Eucalyptus × carnabyi Blakely & H.Steedman
145. Eucalyptus carnea F.Muell. ex R.T.Baker
146. Eucalyptus carnei C.A.Gardner
147. Eucalyptus carolaniae Rule
148. Eucalyptus castrensis K.D.Hill
149. Eucalyptus celastroides Turcz.
150. Eucalyptus cephalocarpa Blakely
151. Eucalyptus ceracea Brooker & Done
152. Eucalyptus cerasiformis Brooker & Blaxell
153. Eucalyptus ceratocorys (Blakely) L.A.S.Johnson & K.D.Hill
154. Eucalyptus cernua Brooker & Hopper
155. Eucalyptus chapmaniana Cameron
156. Eucalyptus chartaboma D.Nicolle
157. Eucalyptus × chisholmii Maiden & Blakely
158. Eucalyptus chloroclada (Blakely) L.A.S.Johnson & K.D.Hill
159. Eucalyptus chlorophylla Brooker & Done
160. Eucalyptus × chrysantha Blakely & H.Steedman
161. Eucalyptus cinerea F.Muell. ex Benth.
162. Eucalyptus cladocalyx F.Muell.
163. Eucalyptus clelandii (Maiden) Maiden
164. Eucalyptus clivicola Brooker & Hopper
165. Eucalyptus cloeziana F.Muell.
166. Eucalyptus cneorifolia A.Cunn. ex DC.
167. Eucalyptus coccifera Hook.f.
168. Eucalyptus codonocarpa Blakely & McKie
169. Eucalyptus comitae-vallis Maiden
170. Eucalyptus × communalis Brooker & Hopper
171. Eucalyptus concinna Maiden & Blakely
172. Eucalyptus conferruminata D.J.Carr & S.G.M.Carr
173. Eucalyptus conferta Rule
174. Eucalyptus confluens W.Fitzg. ex Maiden
175. Eucalyptus × congener Maiden & Blakely
176. Eucalyptus conglobata (Benth.) Maiden
177. Eucalyptus conglomerata Maiden & Blakely
178. Eucalyptus conica H.Deane & Maiden
179. Eucalyptus conjuncta L.A.S.Johnson & K.D.Hill
180. Eucalyptus consideniana Maiden
181. Eucalyptus conspicua L.A.S.Johnson & K.D.Hill
182. Eucalyptus contracta L.A.S.Johnson & K.D.Hill
183. Eucalyptus conveniens L.A.S.Johnson & K.D.Hill
184. Eucalyptus coolabah Blakely & Jacobs
185. Eucalyptus cooperiana F.Muell.
186. Eucalyptus copulans L.A.S.Johnson & K.D.Hill
187. Eucalyptus cordata Labill.
188. Eucalyptus × cordieri Trab.
189. Eucalyptus cornuta Labill.
190. Eucalyptus coronata C.A.Gardner
191. Eucalyptus corrugata Luehm.
192. Eucalyptus corynodes A.R.Bean & Brooker
193. Eucalyptus cosmophylla F.Muell.
194. Eucalyptus costuligera L.A.S.Johnson & K.D.Hill
195. Eucalyptus × crawfordii Maiden & Blakely
196. Eucalyptus crebra F.Muell.
197. Eucalyptus crenulata Blakely & Beuzev.
198. Eucalyptus creta L.A.S.Johnson & K.D.Hill
199. Eucalyptus cretata P.J.Lang & Brooker
200. Eucalyptus crispata Brooker & Hopper
201. Eucalyptus croajingolensis L.A.S.Johnson & K.D.Hill
202. Eucalyptus crucis Maiden
203. Eucalyptus cullenii Cambage
204. Eucalyptus cunninghamii Sweet
205. Eucalyptus cuprea Brooker & Hopper
206. Eucalyptus cupularis C.A.Gardner
207. Eucalyptus × currabubula Blakely
208. Eucalyptus curtisii Blakely & C.T.White
209. Eucalyptus cyanoclada Blakely
210. Eucalyptus cyanophylla Brooker
211. Eucalyptus cyclostoma Brooker
212. Eucalyptus cylindriflora Maiden & Blakely
213. Eucalyptus cylindrocarpa Blakely
214. Eucalyptus cypellocarpa L.A.S.Johnson
215. Eucalyptus dalrympleana Maiden
216. Eucalyptus dawsonii R.T.Baker
217. Eucalyptus dealbata A.Cunn. ex Schauer
218. Eucalyptus deanei Maiden
219. Eucalyptus decipiens Endl.
220. Eucalyptus decolor A.R.Bean & Brooker
221. Eucalyptus decorticans (F.M.Bailey) Maiden
222. Eucalyptus decurva F.Muell.
223. Eucalyptus deflexa Brooker
224. Eucalyptus deglupta Blume
225. Eucalyptus delegatensis F.Muell. ex R.T.Baker
226. Eucalyptus delicata L.A.S.Johnson & K.D.Hill
227. Eucalyptus dendromorpha (Blakely) L.A.S.Johnson & Blaxell
228. Eucalyptus densa Brooker & Hopper
229. Eucalyptus denticulata I.O.Cook & Ladiges
230. Eucalyptus depauperata L.A.S.Johnson & K.D.Hill
231. Eucalyptus desmondensis Maiden & Blakely
232. Eucalyptus deuaensis Boland & P.M.Gilmour
233. Eucalyptus dielsii C.A.Gardner
234. Eucalyptus diminuta Brooker & Hopper
235. Eucalyptus diptera C.R.P.Andrews
236. Eucalyptus disclusa L.A.S.Johnson & Blaxell
237. Eucalyptus discreta Brooker
238. Eucalyptus dissimulata Brooker
239. Eucalyptus dissita K.D.Hill
240. Eucalyptus distans Brooker, Boland & Kleinig
241. Eucalyptus distuberosa D.Nicolle
242. Eucalyptus diversicolor F.Muell.
243. Eucalyptus diversifolia Bonpl.
244. Eucalyptus dives Schauer
245. Eucalyptus × dixsonii N.A.Wakef.
246. Eucalyptus dolichocera L.A.S.Johnson & K.D.Hill
247. Eucalyptus dolichorhyncha (Brooker) Brooker & Hopper
248. Eucalyptus dolorosa Brooker & Hopper
249. Eucalyptus doratoxylon F.Muell.
250. Eucalyptus × dorisiana Blakely
251. Eucalyptus dorrienii Domin
252. Eucalyptus dorrigoensis (Blakely) L.A.S.Johnson & K.D.Hill
253. Eucalyptus drepanophylla F.Muell. ex Benth.
254. Eucalyptus drummondii Benth.
255. Eucalyptus dumosa A.Cunn. ex Oxley
256. Eucalyptus dundasii Maiden
257. Eucalyptus dunnii Maiden
258. Eucalyptus dura L.A.S.Johnson & K.D.Hill
259. Eucalyptus dwyeri Maiden & Blakely
260. Eucalyptus ebbanoensis Maiden
261. Eucalyptus ecostata (Maiden) D.Nicolle & M.E.French
262. Eucalyptus × ednaeana Blakely
263. Eucalyptus educta L.A.S.Johnson & K.D.Hill
264. Eucalyptus effusa Brooker
265. Eucalyptus elaeophloia Chappill, Crisp & Prober
266. Eucalyptus elata Dehnh.
267. Eucalyptus elegans A.R.Bean
268. Eucalyptus elliptica (Blakely & McKie) L.A.S.Johnson & K.D.Hill
269. Eucalyptus epruinata L.A.S.Johnson & K.D.Hill
270. Eucalyptus erectifolia Brooker & Hopper
271. Eucalyptus eremicola Boomsma
272. Eucalyptus eremophila (Diels) Maiden
273. Eucalyptus erosa A.R.Bean
274. Eucalyptus × erythrandra Blakely & H.Steedman
275. Eucalyptus erythrocorys F.Muell.
276. Eucalyptus erythronema Turcz.
277. Eucalyptus eudesmioides F.Muell.
278. Eucalyptus eugenioides Sieber ex Spreng.
279. Eucalyptus ewartiana Maiden
280. Eucalyptus exigua Brooker & Hopper
281. Eucalyptus exilipes Brooker & A.R.Bean
282. Eucalyptus exilis Brooker
283. Eucalyptus expressa S.A.J.Bell & D.Nicolle
284. Eucalyptus exserta F.Muell.
285. Eucalyptus extensa L.A.S.Johnson & K.D.Hill
286. Eucalyptus extrica D.Nicolle
287. Eucalyptus falcata Turcz.
288. Eucalyptus falciformis (Newnham, Ladiges & Whiffin) Rule
289. Eucalyptus famelica Brooker & Hopper
290. Eucalyptus farinosa K.D.Hill
291. Eucalyptus fasciculosa F.Muell.
292. Eucalyptus fastigata H.Deane & Maiden
293. Eucalyptus fergusonii R.T.Baker
294. Eucalyptus fibrosa F.Muell.
295. Eucalyptus filiformis Rule
296. Eucalyptus fitzgeraldii Blakely
297. Eucalyptus flavida Brooker & Hopper
298. Eucalyptus flindersii Boomsma
299. Eucalyptus flocktoniae (Maiden) Maiden
300. Eucalyptus foecunda Schauer
301. Eucalyptus foliosa L.A.S.Johnson & K.D.Hill
302. Eucalyptus formanii C.A.Gardner
303. Eucalyptus forresterae Molyneux & Rule
304. Eucalyptus forrestiana Diels
305. Eucalyptus × forthiana Blakely
306. Eucalyptus fracta K.D.Hill
307. Eucalyptus fraseri (Brooker) Brooker
308. Eucalyptus fraxinoides H.Deane & Maiden
309. Eucalyptus frenchiana D.Nicolle
310. Eucalyptus froggattii Blakely
311. Eucalyptus fruticosa Brooker
312. Eucalyptus fulgens Rule
313. Eucalyptus fusiformis Boland & Kleinig
314. Eucalyptus gamophylla F.Muell.
315. Eucalyptus gardneri Maiden
316. Eucalyptus georgei Brooker & Blaxell
317. Eucalyptus gigantangion L.A.S.Johnson & K.D.Hill
318. Eucalyptus gillenii Ewart & L.R.Kerr
319. Eucalyptus gillii Maiden
320. Eucalyptus gittinsii Brooker & Blaxell
321. Eucalyptus glaucescens Maiden & Blakely
322. Eucalyptus glaucina (Blakely) L.A.S.Johnson
323. Eucalyptus globoidea Blakely
324. Eucalyptus globulus Labill.
325. Eucalyptus glomericassis L.A.S.Johnson & K.D.Hill
326. Eucalyptus glomerosa Brooker & Hopper
327. Eucalyptus gomphocephala A.Cunn. ex DC.
328. Eucalyptus gongylocarpa Blakely
329. Eucalyptus goniantha Turcz.
330. Eucalyptus goniocalyx F.Muell. ex Miq.
331. Eucalyptus goniocarpa L.A.S.Johnson & K.D.Hill
332. Eucalyptus gracilis F.Muell.
333. Eucalyptus grandis W.Hill
334. Eucalyptus granitica L.A.S.Johnson & K.D.Hill
335. Eucalyptus gratiae (Brooker) L.A.S.Johnson & K.D.Hill
336. Eucalyptus gregoriensis N.G.Walsh & Albr.
337. Eucalyptus gregsoniana L.A.S.Johnson & Blaxell
338. Eucalyptus griffithsii Maiden
339. Eucalyptus grisea L.A.S.Johnson & K.D.Hill
340. Eucalyptus grossa F.Muell. ex Benth.
341. Eucalyptus grossifolia L.A.S.Johnson & K.D.Hill
342. Eucalyptus guilfoylei Maiden
343. Eucalyptus gunnii Hook.f.
344. Eucalyptus gymnoteles L.A.S.Johnson & K.D.Hill
345. Eucalyptus gypsophila Nicolle
346. Eucalyptus haemastoma Sm.
347. Eucalyptus hallii Brooker
348. Eucalyptus halophila D.J.Carr & S.G.M.Carr
349. Eucalyptus hawkeri Rule
350. Eucalyptus hebetifolia Brooker & Hopper
351. Eucalyptus helenae L.A.S.Johnson & K.D.Hill
352. Eucalyptus helidonica K.D.Hill
353. Eucalyptus herbertiana Maiden
354. Eucalyptus histophylla Brooker & Hopper
355. Eucalyptus horistes L.A.S.Johnson & K.D.Hill
356. Eucalyptus houseana W.Fitzg. ex Maiden
357. Eucalyptus howittiana F.Muell.
358. Eucalyptus × hybrida Maiden
359. Eucalyptus hypolaena L.A.S.Johnson & K.D.Hill
360. Eucalyptus hypostomatica L.A.S.Johnson & K.D.Hill
361. Eucalyptus ignorabilis L.A.S.Johnson & K.D.Hill
362. Eucalyptus imitans L.A.S.Johnson & K.D.Hill
363. Eucalyptus imlayensis Crisp & Brooker
364. Eucalyptus impensa Brooker & Hopper
365. Eucalyptus incerata Brooker & Hopper
366. Eucalyptus incrassata Labill.
367. Eucalyptus indurata Brooker & Hopper
368. Eucalyptus infera A.R.Bean
369. Eucalyptus infracorticata L.A.S.Johnson & K.D.Hill
370. Eucalyptus insularis Brooker
371. Eucalyptus interstans L.A.S.Johnson & K.D.Hill
372. Eucalyptus intertexta R.T.Baker
373. Eucalyptus × intrasilvatica L.A.S.Johnson & K.D.Hill
374. Eucalyptus × irbyi R.T.Baker & H.F.Sm.
375. Eucalyptus irritans L.A.S.Johnson & K.D.Hill
376. Eucalyptus jacksonii Maiden
377. Eucalyptus jensenii Maiden
378. Eucalyptus jimberlanica L.A.S.Johnson & K.D.Hill
379. Eucalyptus johnsoniana Brooker & Blaxell
380. Eucalyptus johnstonii Maiden
381. Eucalyptus × joyceae Blakely
382. Eucalyptus jucunda C.A.Gardner
383. Eucalyptus jutsonii Maiden
384. Eucalyptus kabiana L.A.S.Johnson & K.D.Hill
385. Eucalyptus × kalangadooensis Maiden & Blakely
386. Eucalyptus × kalganensis Maiden
387. Eucalyptus kartzoffiana L.A.S.Johnson & Blaxell
388. Eucalyptus kenneallyi K.D.Hill & L.A.S.Johnson
389. Eucalyptus kessellii Maiden & Blakely
390. Eucalyptus kingsmillii (Maiden) Maiden & Blakely
391. Eucalyptus × kirtoniana F.Muell.
392. Eucalyptus kitsoniana Maiden
393. Eucalyptus kochii Maiden & Blakely
394. Eucalyptus kondininensis Maiden & Blakely
395. Eucalyptus koolpinensis Brooker & Dunlop
396. Eucalyptus kruseana F.Muell.
397. Eucalyptus kumarlensis Brooker
398. Eucalyptus kybeanensis Maiden & Cambage
399. Eucalyptus lacrimans L.A.S.Johnson & K.D.Hill
400. Eucalyptus laeliae Podger & Chippend.
401. Eucalyptus laevis L.A.S.Johnson & K.D.Hill
402. Eucalyptus laevopinea F.Muell. ex R.T.Baker
403. Eucalyptus lane-poolei Maiden
404. Eucalyptus langleyi L.A.S.Johnson & Blaxell
405. Eucalyptus lansdowneana F.Muell. & J.E.Br.
406. Eucalyptus laophila L.A.S.Johnson & Blaxell
407. Eucalyptus largeana Blakely & Beuzev.
408. Eucalyptus × laseronii R.T.Baker
409. Eucalyptus latens Brooker
410. Eucalyptus lateritica Brooker & Hopper
411. Eucalyptus latisinensis K.D.Hill
412. Eucalyptus lehmannii (Schauer) Benth.
413. Eucalyptus leprophloia Brooker & Hopper
414. Eucalyptus leptocalyx Blakely
415. Eucalyptus × leptocarpa Blakely
416. Eucalyptus leptophleba F.Muell.
417. Eucalyptus leptopoda Benth.
418. Eucalyptus lesouefii Maiden
419. Eucalyptus leucophloia Brooker
420. Eucalyptus leucoxylon F.Muell.
421. Eucalyptus ligulata Brooker
422. Eucalyptus ligustrina A.Cunn. ex DC.
423. Eucalyptus limitaris L.A.S.Johnson & K.D.Hill
424. Eucalyptus lirata W.Fitzg. ex Maiden
425. Eucalyptus litoralis Rule
426. Eucalyptus litorea Brooker & Hopper
427. Eucalyptus livida Brooker & Hopper
428. Eucalyptus lockyeri Blaxell & K.D.Hill
429. Eucalyptus longicornis (F.Muell.) Maiden
430. Eucalyptus longifolia Link
431. Eucalyptus longirostrata (Blakely) L.A.S.Johnson & K.D.Hill
432. Eucalyptus longissima D.Nicolle
433. Eucalyptus loxophleba Benth.
434. Eucalyptus lucasii Blakely
435. Eucalyptus lucens Brooker & Dunlop
436. Eucalyptus luculenta L.A.S.Johnson & K.D.Hill
437. Eucalyptus luehmanniana F.Muell.
438. Eucalyptus luteola Brooker & Hopper
439. Eucalyptus macarthurii H.Deane & Maiden
440. Eucalyptus mackintii Kottek
441. Eucalyptus mackintyi Kottek
442. Eucalyptus macmahonii Rule
443. Eucalyptus macrandra F.Muell. ex Benth.
444. Eucalyptus macrocarpa Hook.
445. Eucalyptus macrorhyncha F.Muell. ex Benth.
446. Eucalyptus macta L.A.S.Johnson & K.D.Hill
447. Eucalyptus magnificata L.A.S.Johnson & K.D.Hill
448. Eucalyptus major (Maiden) Blakely
449. Eucalyptus malacoxylon Blakely
450. Eucalyptus mannensis Boomsma
451. Eucalyptus mannifera Mudie
452. Eucalyptus marginata Donn ex Sm.
453. Eucalyptus × marsdenii E.C.Hall
454. Eucalyptus mckieana Blakely
455. Eucalyptus mcquoidii Brooker & Hopper
456. Eucalyptus medialis Brooker & Hopper
457. Eucalyptus mediocris L.A.S.Johnson & K.D.Hill
458. Eucalyptus megacarpa F.Muell.
459. Eucalyptus megacornuta C.A.Gardner
460. Eucalyptus megasepala A.R.Bean
461. Eucalyptus melanoleuca S.T.Blake
462. Eucalyptus melanophitra Brooker & Hopper
463. Eucalyptus melanophloia F.Muell.
464. Eucalyptus melanoxylon Maiden
465. Eucalyptus melliodora A.Cunn. ex Schauer
466. Eucalyptus mensalis L.A.S.Johnson & K.D.Hill
467. Eucalyptus merrickiae Maiden & Blakely
468. Eucalyptus michaeliana Blakely
469. Eucalyptus micranthera F.Muell. ex Benth.
470. Eucalyptus microcarpa (Maiden) Maiden
471. Eucalyptus microcorys F.Muell.
472. Eucalyptus microneura Maiden & Blakely
473. Eucalyptus microschema Brooker & Hopper
474. Eucalyptus microtheca F.Muell.
475. Eucalyptus mimica Brooker & Hopper
476. Eucalyptus miniata A.Cunn. ex Schauer
477. Eucalyptus minniritchi D.Nicolle
478. Eucalyptus misella L.A.S.Johnson & K.D.Hill
479. Eucalyptus × missilis Brooker & Hopper
480. Eucalyptus mitchelliana Cambage
481. Eucalyptus moderata L.A.S.Johnson & K.D.Hill
482. Eucalyptus moluccana Wall. ex Roxb.
483. Eucalyptus molyneuxii Rule
484. Eucalyptus × montana (H.Deane & Maiden) Blakely
485. Eucalyptus montivaga A.R.Bean
486. Eucalyptus mooreana Maiden
487. Eucalyptus moorei Maiden & Cambage
488. Eucalyptus morrisbyi Brett
489. Eucalyptus morrisii R.T.Baker
490. Eucalyptus muelleriana A.W.Howitt
491. Eucalyptus multicaulis Blakely
492. Eucalyptus × mundijongensis Maiden
493. Eucalyptus × murphyi Maiden & Blakely
494. Eucalyptus myriadena Brooker
495. Eucalyptus nandewarica L.A.S.Johnson & K.D.Hill
496. Eucalyptus nebulosa A.M.Gray
497. Eucalyptus neglecta Maiden
498. Eucalyptus × nepeanensis R.T.Baker & H.G.Sm.
499. Eucalyptus neutra D.Nicolle
500. Eucalyptus newbeyi D.J.Carr & S.G.M.Carr
501. Eucalyptus nicholii Maiden & Blakely
502. Eucalyptus nigra F.Muell. ex R.T.Baker
503. Eucalyptus nigrifunda Brooker & Hopper
504. Eucalyptus nitens (H.Deane & Maiden) Maiden
505. Eucalyptus nitida Hook.f.
506. Eucalyptus nobilis L.A.S.Johnson & K.D.Hill
507. Eucalyptus normantonensis Maiden & Cambage
508. Eucalyptus nortonii (Blakely) L.A.S.Johnson
509. Eucalyptus notabilis Maiden
510. Eucalyptus notactites (L.A.S.Johnson & K.D.Hill) D.Nicolle & M.E.French
511. Eucalyptus nova-anglica H.Deane & Maiden
512. Eucalyptus nudicaulis A.R.Bean
513. Eucalyptus nutans F.Muell.
514. Eucalyptus obconica Brooker & Kleinig
515. Eucalyptus obesa Brooker & Hopper
516. Eucalyptus obliqua L'Hér.
517. Eucalyptus oblonga A.Cunn. ex DC.
518. Eucalyptus obstans L.A.S.Johnson & K.D.Hill
519. Eucalyptus obtusiflora A.Cunn. ex DC.
520. Eucalyptus occidentalis Endl.
521. Eucalyptus ochrophloia F.Muell.
522. Eucalyptus odontocarpa F.Muell.
523. Eucalyptus odorata Behr
524. Eucalyptus oldfieldii F.Muell.
525. Eucalyptus oleosa F.Muell. ex Miq.
526. Eucalyptus olida L.A.S.Johnson & K.D.Hill
527. Eucalyptus oligantha Schauer
528. Eucalyptus olivina Brooker & Hopper
529. Eucalyptus olsenii L.A.S.Johnson & Blaxell
530. Eucalyptus ophitica L.A.S.Johnson & K.D.Hill
531. Eucalyptus opimiflora D.Nicolle & M.E.French
532. Eucalyptus optima L.A.S.Johnson & K.D.Hill
533. Eucalyptus oraria L.A.S.Johnson
534. Eucalyptus orbifolia F.Muell.
535. Eucalyptus ordiana Dunlop & Done
536. Eucalyptus oreades F.Muell. ex R.T.Baker
537. Eucalyptus oresbia J.T.Hunter & J.J.Bruhl
538. Eucalyptus orgadophila Maiden & Blakely
539. Eucalyptus ornans Molyneux & Rule
540. Eucalyptus ornata Crisp
541. Eucalyptus orophila L.D.Pryor
542. Eucalyptus orthostemon D.Nicolle & Brooker
543. Eucalyptus ovata Labill.
544. Eucalyptus × oviformis Maiden & Blakely
545. Eucalyptus ovularis Maiden & Blakely
546. Eucalyptus oxymitra Blakely
547. Eucalyptus × oxypoma Blakely
548. Eucalyptus pachycalyx Maiden & Blakely
549. Eucalyptus pachyloma Benth.
550. Eucalyptus pachyphylla F.Muell.
551. Eucalyptus paedoglauca L.A.S.Johnson & Blaxell
552. Eucalyptus paliformis L.A.S.Johnson & Blaxell
553. Eucalyptus pallida L.A.S.Johnson & K.D.Hill
554. Eucalyptus paludicola Nicolle
555. Eucalyptus panda S.T.Blake
556. Eucalyptus paniculata Sm.
557. Eucalyptus pantoleuca L.A.S.Johnson & K.D.Hill
558. Eucalyptus paralimnetica L.A.S.Johnson & K.D.Hill
559. Eucalyptus parramattensis E.C.Hall
560. Eucalyptus parvula L.A.S.Johnson & K.D.Hill
561. Eucalyptus patellaris F.Muell.
562. Eucalyptus patens Benth.
563. Eucalyptus pauciflora Sieber ex Spreng.
564. Eucalyptus × peacockeana Maiden
565. Eucalyptus pellita F.Muell.
566. Eucalyptus pendens Brooker
567. Eucalyptus peninsularis D.Nicolle
568. Eucalyptus × penrithensis Maiden
569. Eucalyptus perangusta Brooker
570. Eucalyptus percostata Brooker & P.J.Lang
571. Eucalyptus perriniana F.Muell. ex Rodway
572. Eucalyptus persistens L.A.S.Johnson & K.D.Hill
573. Eucalyptus petraea D.J.Carr & S.G.M.Carr
574. Eucalyptus petrensis Brooker & Hopper
575. Eucalyptus × petrophila Blakely
576. Eucalyptus phaenophylla Brooker & Hopper
577. Eucalyptus phenax Brooker & Slee
578. Eucalyptus phoenicea F.Muell.
579. Eucalyptus phoenix Molyneux & Forrester
580. Eucalyptus × phylacis L.A.S.Johnson & K.D.Hill
581. Eucalyptus pilbarensis Brooker & Edgecombe
582. Eucalyptus pileata Blakely
583. Eucalyptus pilularis Sm.
584. Eucalyptus pimpiniana Maiden
585. Eucalyptus piperita J.White
586. Eucalyptus placita L.A.S.Johnson & K.D.Hill
587. Eucalyptus planchoniana F.Muell.
588. Eucalyptus planipes L.A.S.Johnson & K.D.Hill
589. Eucalyptus platycorys Maiden & Blakely
590. Eucalyptus platydisca D.Nicolle & Brooker
591. Eucalyptus platyphylla F.Muell.
592. Eucalyptus platypus Hook.f.
593. Eucalyptus plenissima (C.A.Gardner) Brooker
594. Eucalyptus pleurocarpa Schauer
595. Eucalyptus pleurocorys L.A.S.Johnson & K.D.Hill
596. Eucalyptus pluricaulis Brooker & Hopper
597. Eucalyptus polita Brooker & Hopper
598. Eucalyptus polyanthemos Schauer
599. Eucalyptus polybractea F.Muell. ex R.T.Baker
600. Eucalyptus populnea F.Muell.
601. Eucalyptus porosa Miq.
602. Eucalyptus portuensis K.D.Hill
603. Eucalyptus praetermissa Brooker & Hopper
604. Eucalyptus prava L.A.S.Johnson & K.D.Hill
605. Eucalyptus preissiana Schauer
606. Eucalyptus prolixa D.Nicolle
607. Eucalyptus prominens Brooker
608. Eucalyptus prominula L.A.S.Johnson & K.D.Hill
609. Eucalyptus propinqua H.Deane & Maiden
610. Eucalyptus protensa L.A.S.Johnson & K.D.Hill
611. Eucalyptus provecta A.R.Bean
612. Eucalyptus proxima D.Nicolle & Brooker
613. Eucalyptus pruiniramis L.A.S.Johnson & K.D.Hill
614. Eucalyptus pruinosa Schauer
615. Eucalyptus psammitica L.A.S.Johnson & K.D.Hill
616. Eucalyptus × pseudopiperita Maiden & Blakely
617. Eucalyptus pterocarpa C.A.Gardner ex P.J.Lang
618. Eucalyptus pulchella Desf.
619. Eucalyptus pulverulenta Sims
620. Eucalyptus pumila Cambage
621. Eucalyptus punctata A.Cunn. ex DC.
622. Eucalyptus purpurata D.Nicolle
623. Eucalyptus × pygmaea Blakely
624. Eucalyptus pyrenea Rule
625. Eucalyptus pyriformis Turcz.
626. Eucalyptus pyrocarpa L.A.S.Johnson & Blaxell
627. Eucalyptus quadrangulata H.Deane & Maiden
628. Eucalyptus quadrans Brooker & Hopper
629. Eucalyptus quadricostata Brooker
630. Eucalyptus quaerenda (L.A.S.Johnson & K.D.Hill) Byrne
631. Eucalyptus quinniorum J.T.Hunter & J.J.Bruhl
632. Eucalyptus racemosa Cav.
633. Eucalyptus radiata Sieber ex DC.
634. Eucalyptus ralla L.A.S.Johnson & K.D.Hill
635. Eucalyptus rameliana F.Muell.
636. Eucalyptus × rariflora F.M.Bailey
637. Eucalyptus raveretiana F.Muell.
638. Eucalyptus ravida L.A.S.Johnson & K.D.Hill
639. Eucalyptus recta L.A.S.Johnson & K.D.Hill
640. Eucalyptus recurva Crisp
641. Eucalyptus redimiculifera L.A.S.Johnson & K.D.Hill
642. Eucalyptus reducta L.A.S.Johnson & K.D.Hill
643. Eucalyptus redunca Schauer
644. Eucalyptus regnans F.Muell.
645. Eucalyptus relicta Hopper & Ward.-Johnson
646. Eucalyptus remota Blakely
647. Eucalyptus repullulans Nicolle
648. Eucalyptus resinifera J.White
649. Eucalyptus retinens L.A.S.Johnson & K.D.Hill
650. Eucalyptus retusa D.Nicolle, M.E.French & McQuoid
651. Eucalyptus rhodantha Blakely & H.Steedman
652. Eucalyptus rhombica A.R.Bean & Brooker
653. Eucalyptus rhomboidea Hopper & D.Nicolle
654. Eucalyptus rigens Brooker & Hopper
655. Eucalyptus × rigescens Blakely
656. Eucalyptus rigidula Cambage & Blakely
657. Eucalyptus risdonii Hook.f.
658. Eucalyptus × rivularis Blakely
659. Eucalyptus robertsonii Blakely
660. Eucalyptus × robsonae Blakely & McKie
661. Eucalyptus robusta Sm.
662. Eucalyptus rodwayi R.T.Baker & H.G.Sm.
663. Eucalyptus rosacea L.A.S.Johnson & K.D.Hill
664. Eucalyptus rowleyi D.Nicolle & M.E.French
665. Eucalyptus roycei S.G.M.Carr, D.J.Carr & A.S.George
666. Eucalyptus rubida H.Deane & Maiden
667. Eucalyptus rubiginosa Brooker
668. Eucalyptus rudderi Maiden
669. Eucalyptus rudis Endl.
670. Eucalyptus rugosa R.Br. ex Blakely
671. Eucalyptus rugulata D.Nicolle
672. Eucalyptus rummeryi Maiden
673. Eucalyptus rupestris Brooker & Done
674. Eucalyptus sabulosa Rule
675. Eucalyptus salicola Brooker
676. Eucalyptus saligna Sm.
677. Eucalyptus salmonophloia F.Muell.
678. Eucalyptus salubris F.Muell.
679. Eucalyptus sargentii Maiden
680. Eucalyptus saxatilis J.B.Kirkp. & Brooker
681. Eucalyptus saxicola J.T.Hunter
682. Eucalyptus scias L.A.S.Johnson & K.D.Hill
683. Eucalyptus scoparia Maiden
684. Eucalyptus scopulorum K.D.Hill
685. Eucalyptus scyphocalyx (Benth.) Maiden & Blakely
686. Eucalyptus seeana Maiden
687. Eucalyptus selachiana L.A.S.Johnson & K.D.Hill
688. Eucalyptus semiglobosa (Brooker) L.A.S.Johnson & K.D.Hill
689. Eucalyptus semota Macph. & Grayling
690. Eucalyptus sepulcralis F.Muell.
691. Eucalyptus serpentinicola L.A.S.Johnson & Blaxell
692. Eucalyptus serraensis Ladiges & Whiffin
693. Eucalyptus sessilis (Maiden) Blakely
694. Eucalyptus sheathiana Maiden
695. Eucalyptus shirleyi Maiden
696. Eucalyptus sicilifolia L.A.S.Johnson & K.D.Hill
697. Eucalyptus siderophloia Benth.
698. Eucalyptus sideroxylon A.Cunn. ex Woolls
699. Eucalyptus sieberi L.A.S.Johnson
700. Eucalyptus silvestris Rule
701. Eucalyptus similis Maiden
702. Eucalyptus singularis L.A.S.Johnson & Blaxell
703. Eucalyptus sinuosa D.Nicolle, M.E.French & McQuoid
704. Eucalyptus smithii F.Muell. ex R.T.Baker
705. Eucalyptus socialis F.Muell. ex Miq.
706. Eucalyptus sparsa Boomsma
707. Eucalyptus sparsicoma Brooker & Hopper
708. Eucalyptus spathulata Hook.
709. Eucalyptus spectatrix L.A.S.Johnson & Blaxell
710. Eucalyptus sphaerocarpa L.A.S.Johnson & Blaxell
711. Eucalyptus splendens Rule
712. Eucalyptus sporadica Brooker & Hopper
713. Eucalyptus spreta L.A.S.Johnson & K.D.Hill
714. Eucalyptus squamosa H.Deane & Maiden
715. Eucalyptus staeri (Maiden) Maiden ex Kessell & C.A.Gardner
716. Eucalyptus staigeriana F.Muell. ex F.M.Bailey
717. Eucalyptus stannicola L.A.S.Johnson & K.D.Hill
718. Eucalyptus steedmanii C.A.Gardner
719. Eucalyptus × stellaris Blakely
720. Eucalyptus stellulata Sieber ex DC.
721. Eucalyptus stenostoma L.A.S.Johnson & Blaxell
722. Eucalyptus × stoataptera E.M.Benn.
723. Eucalyptus stoatei C.A.Gardner
724. Eucalyptus × stopfordii Maiden
725. Eucalyptus stowardii Maiden
726. Eucalyptus striaticalyx W.Fitzg.
727. Eucalyptus stricklandii Maiden
728. Eucalyptus stricta Sieber ex Spreng.
729. Eucalyptus strzeleckii Rule
730. Eucalyptus × studleyensis Maiden
731. Eucalyptus sturgissiana L.A.S.Johnson & Blaxell
732. Eucalyptus subangusta (Blakely) Brooker & Hopper
733. Eucalyptus subcaerulea K.D.Hill
734. Eucalyptus subcrenulata Maiden & Blakely
735. Eucalyptus suberea Brooker & Hopper
736. Eucalyptus sublucida L.A.S.Johnson & K.D.Hill
737. Eucalyptus subtilior L.A.S.Johnson & K.D.Hill
738. Eucalyptus subtilis Brooker & Hopper
739. Eucalyptus × subviridis Maiden & Blakely
740. Eucalyptus suffulgens L.A.S.Johnson & K.D.Hill
741. Eucalyptus suggrandis L.A.S.Johnson & K.D.Hill
742. Eucalyptus surgens Brooker & Hopper
743. Eucalyptus sweedmaniana Hopper & McQuoid
744. Eucalyptus synandra Crisp
745. Eucalyptus × taeniola R.T.Baker & H.G.Sm.
746. Eucalyptus talyuberlup D.J.Carr & S.G.M.Carr
747. Eucalyptus tardecidens (L.A.S.Johnson & K.D.Hill) A.R.Bean
748. Eucalyptus taurina A.R.Bean & Brooker
749. Eucalyptus × taylorii Maiden
750. Eucalyptus tectifica F.Muell.
751. Eucalyptus tenella L.A.S.Johnson & K.D.Hill
752. Eucalyptus tenera L.A.S.Johnson & K.D.Hill
753. Eucalyptus tenuipes (Maiden & Blakely) Blakely & C.T.White
754. Eucalyptus tenuiramis Miq.
755. Eucalyptus tenuis Brooker & Hopper
756. Eucalyptus tephroclada L.A.S.Johnson & K.D.Hill
757. Eucalyptus tephrodes L.A.S.Johnson & K.D.Hill
758. Eucalyptus × tephrophloia Blakely
759. Eucalyptus terebra L.A.S.Johnson & K.D.Hill
760. Eucalyptus tereticornis Sm.
761. Eucalyptus terrica A.R.Bean
762. Eucalyptus × tetragona (R.Br.) F.Muell.
763. Eucalyptus tetrapleura L.A.S.Johnson
764. Eucalyptus tetraptera Turcz.
765. Eucalyptus tetrodonta F.Muell.
766. Eucalyptus thamnoides Brooker & Hopper
767. Eucalyptus tholiformis A.R.Bean & Brooker
768. Eucalyptus thozetiana F.Muell. ex R.T.Baker
769. Eucalyptus tindaliae Blakely
770. Eucalyptus × tinghaensis Blakely & McKie
771. Eucalyptus tintinnans (Blakely & Jacobs) L.A.S.Johnson & K.D.Hill
772. Eucalyptus todtiana F.Muell.
773. Eucalyptus torquata Luehm.
774. Eucalyptus tortilis L.A.S.Johnson & K.D.Hill
775. Eucalyptus trachybasis L.A.S.Johnson & K.D.Hill
776. Eucalyptus transcontinentalis Maiden
777. Eucalyptus tricarpa (L.A.S.Johnson) L.A.S.Johnson & K.D.Hill
778. Eucalyptus triflora (Maiden) Blakely
779. Eucalyptus trivalvis Blakely
780. Eucalyptus tumida Brooker & Hopper
781. Eucalyptus ultima L.A.S.Johnson & K.D.Hill
782. Eucalyptus umbra F.Muell. ex R.T.Baker
783. Eucalyptus umbrawarrensis Maiden
784. Eucalyptus uncinata Turcz.
785. Eucalyptus × unialata R.T.Baker & H.G.Sm.
786. Eucalyptus urna D.Nicolle
787. Eucalyptus urnigera Hook.f.
788. Eucalyptus urophylla S.T.Blake
789. Eucalyptus utilis Brooker & Hopper
790. Eucalyptus uvida K.D.Hill
791. Eucalyptus valens L.A.S.Johnson & K.D.Hill
792. Eucalyptus varia Brooker & Hopper
793. Eucalyptus vegrandis L.A.S.Johnson & K.D.Hill
794. Eucalyptus vernicosa Hook.f.
795. Eucalyptus verrucata Ladiges & Whiffin
796. Eucalyptus vesiculosa Brooker & Hopper
797. Eucalyptus vicina L.A.S.Johnson & K.D.Hill
798. Eucalyptus victoriana Ladiges & Whiffin
799. Eucalyptus victrix L.A.S.Johnson & K.D.Hill
800. Eucalyptus viminalis Labill.
801. Eucalyptus virens Brooker & A.R.Bean
802. Eucalyptus × virgata Sieber ex DC.
803. Eucalyptus virginea Hopper & Ward.-Johnson
804. Eucalyptus viridis R.T.Baker
805. Eucalyptus × vitrea F.Muell. ex R.T.Baker
806. Eucalyptus vittata D.Nicolle
807. Eucalyptus vokesensis D.Nicolle & L.A.S.Johnson & K.D.Hill
808. Eucalyptus volcanica L.A.S.Johnson & K.D.Hill
809. Eucalyptus walshii Rule
810. Eucalyptus wandoo Blakely
811. Eucalyptus × wardii Blakely
812. Eucalyptus websteriana Maiden
813. Eucalyptus × westonii Maiden & Blakely
814. Eucalyptus wetarensis L.D.Pryor
815. Eucalyptus whitei Maiden & Blakely
816. Eucalyptus wilcoxii Boland & Kleinig
817. Eucalyptus williamsiana L.A.S.Johnson & K.D.Hill
818. Eucalyptus willisii Ladiges, Humphries & Brooker
819. Eucalyptus woodwardii Maiden
820. Eucalyptus woollsiana F.Muell. ex R.T.Baker
821. Eucalyptus wubinensis L.A.S.Johnson & K.D.Hill
822. Eucalyptus wyolensis Boomsma
823. Eucalyptus xanthoclada Brooker & A.R.Bean
824. Eucalyptus xanthonema Turcz.
825. Eucalyptus xerothermica L.A.S.Johnson & K.D.Hill
826. Eucalyptus × yagobiei Maiden
827. Eucalyptus yalatensis Boomsma
828. Eucalyptus yarraensis Maiden & Cambage
829. Eucalyptus yarriambiack Rule
830. Eucalyptus yilgarnensis (Maiden) Brooker
831. Eucalyptus youmanii Blakely & McKie
832. Eucalyptus youngiana F.Muell.
833. Eucalyptus yumbarrana Boomsma
834. Eucalyptus zopherophloia Brooker & Hopper